# Chór Męski „Copernicus”
Chór Męski „Copernicus” – działający przy Wojewódzkim Ośrodku Animacji Kultury w Toruniu, powstał we wrześniu 1987. Jest jednym z najstarszych, działających nieprzerwanie chórów męskich na Pomorzu. Założycielem i pierwszym dyrygentem chóru był Roman Grucza. W pierwszym roku działalności chór liczył około 50 osób. 25 marca 1988 chór przeszedł wymaganą wówczas weryfikację artystyczną przed Komisją ds. chóralistyki Ministerstwa Kultury i Sztuki.

## Charakterystyka
Chór Męski „Copernicus” jest chórem amatorskim, członkowie chóru nie są zawodowymi śpiewakami. Pod batutą maestro Pawła Jankowskiego chór wypracował jednak własne, charakterystyczne brzmienie, o zabarwieniu lirycznym. Chór śpiewa w układzie cztero- i sześciogłosowym. W repertuarze posiada około dwustu utworów. Są to zarówno pieśni dawne (w tym kompozycje polskie z XV i XVI wieku), arie operowe i operetkowe, pieśni maryjne i patriotyczne, jak też przeboje muzyki rozrywkowej w aranżacjach chóralnych. Wykonywane są także pieśni komponowane i aranżowane specjalnie dla Chóru Męskiego „Copernicus”. Autorem aranżacji jest kompozytor Michał Czaposki, współpracujący z chórem jako akompaniator.

## Działalność artystyczna

### Początki działalności artystycznej
Pierwszy publiczny koncert odbył się 9 kwietnia 1988 w Sali Mieszczańskiej toruńskiego ratusza. Pierwszy zagraniczny koncert chór dał 21 kwietnia 1988 w Siegen, a następnie udał się na tournée do Holandii. Podczas niego chór „Copernicus” wziął udział w Festiwalu Chórów Miast Hanzeatyckich, gdzie – spośród 23 zespołów artystycznych – zajął ex aequo III miejsce i otrzymał nagrodę. Rok później chór uczestniczył w Międzynarodowym Festiwalu Chorów Polifonicznych na Sardynii. W tym samym roku dał też szereg międzynarodowych koncertów, m.in. w klasztorze oo. Franciszkanów w Maria-Lanzendorf, w bazylice św. Piotra w Rzymie (podczas mszy 29 marca 1989), w teatrze „Eliseo” w Nuoro, w Hämeenlinna (16–19 września 1989).
Rok później chór wyjeżdża do Szwajcarii na Międzynarodowy Konkurs Chórów w Montreux (17–21 kwietnia 1990), gdzie otrzymał nagrodę i nawiązał szereg kontaktów międzynarodowych. Od tego chwili chór stale koncertuje w Polsce i za granicą, m.in. w Borken (5 maja 1990), Oldenzaal (6 maja 1990), Lejdzie (5 maja 1991), Wuppertalu (24–25 maja 1991), Dijon (19–24 kwietnia 1992).

### Koncerty specjalne
Chór Męski „Copenicus” śpiewał również 6 czerwca 1991 podczas powitania Jana Pawła II we Włocławku, a także koncertował z chórem męskim Uniwersytetu Oksfordzkiego (5 maja 1991, w bazylice św. Piotra w Leiden oraz – dzień później – w kościele św. Józefa w Lejdzie). W 1992 Chór Męski „Copernicus” śpiewa w Chevigny (3–8 października 1992) i w Paryżu. W kolejnych latach prowadzi ożywioną działalność artystyczną, uświetniając m.in. uroczystości 74. rocznicy odzyskania niepodległości Polski (kościół św. Janów w Toruniu, 11 listopada 1992), 520. rocznicę urodzin Mikołaja Kopernika (20 lutego 1993), 750. rocznicę istnienia diecezji chełmińskiej (7 listopada 1993), biorąc udział w festiwalach, m.in. w XIII Międzynarodowym Festiwalu Muzyki Cerkiewnej w Hajnówce (22–29 maja 1994, w Międzynarodowym Konkursie Chórów Męskich w Wuppertalu (5–11 listopada 1995), w Dniach Pieśni Chóralnej w Wernigerode (Niemcy, 15–21 września 1997), a także podczas koncertów specjalnych (m.in. w Filharmonii Bydgoskiej (12 listopada 1996).
W opisywanym okresie chór prowadzą kolejno: Roman Grucza (od września 1987), Zbigniew Maryks (od maja 1990), Jan Lach (od czerwca 1990), Renata Szerafin-Wójtowicz (od maja 1995). W latach 1987–1997 chór dał 168 koncertów.

### Aktualna działalność
W latach 2000–2018 chór ponownie koncertuje w Austrii, Finlandii, Francji, Holandii, w Niemczech, ale również w Norwegii, w Szwajcarii, na Litwie i we Włoszech. Występuje również podczas Festiwalu Silesia Sonans, współpracując z takimi artystami, jak m.in. Olivier Larra (tytularny organista paryskiej katedry Notre-Dame, Orkiestra Kameralna Polskiego Radia pod dyrekcją Agnieszki Duczmal czy znany wirtuoz wiolonczeli – Tomasz Strahl. O występach informuje prasa.
Od września 2003 do dziś kierownikiem artystycznym i dyrygentem jest Paweł Jan Jankowski. W 2017 w sali koncertowej Dworu Artusa w Toruniu odbył się koncert jubileuszowy z okazji 30-lecia istnienia chóru.